# Харченко Володимир Анатолійович
Володимир Анатолійович Харченко (20 березня 1959, Одеса) — український художник і 
 медіа-художник, майстер фотомонтажу,  поет, письменник. Член Національної спілки художників України, секція графіки. Працює в галузі  комп'ютерного мистецтва, автор оригінальної графічної техніки, яку він назвав «метаграфія». Експериментатор у міжгалузевих видах творчості, пов'язаних з візуальним мистецтвом, музикою, літературою. Представник   Нової хвилі .

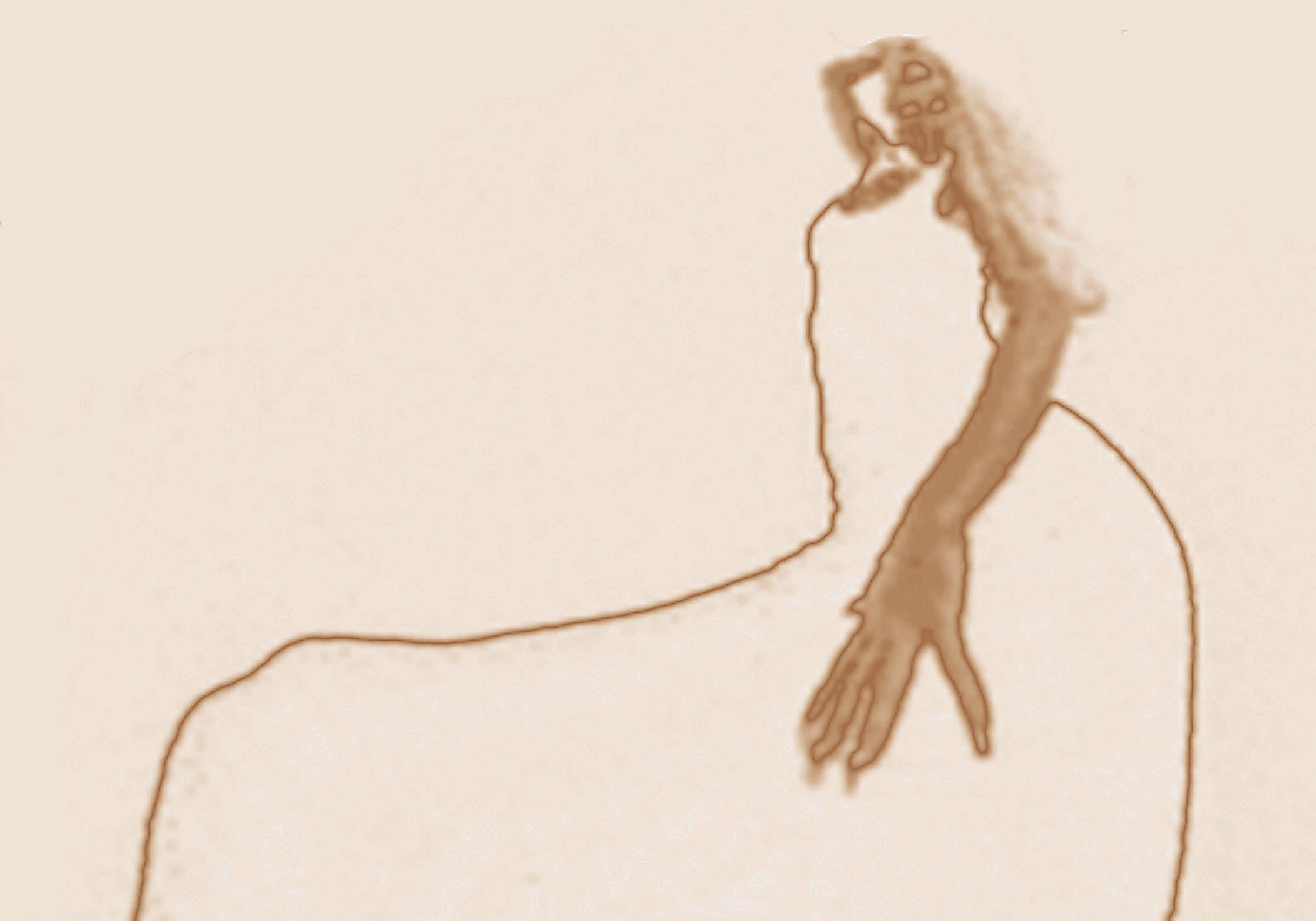
Метаграфія В. Харченка. Кармен. 2003

## Біографія

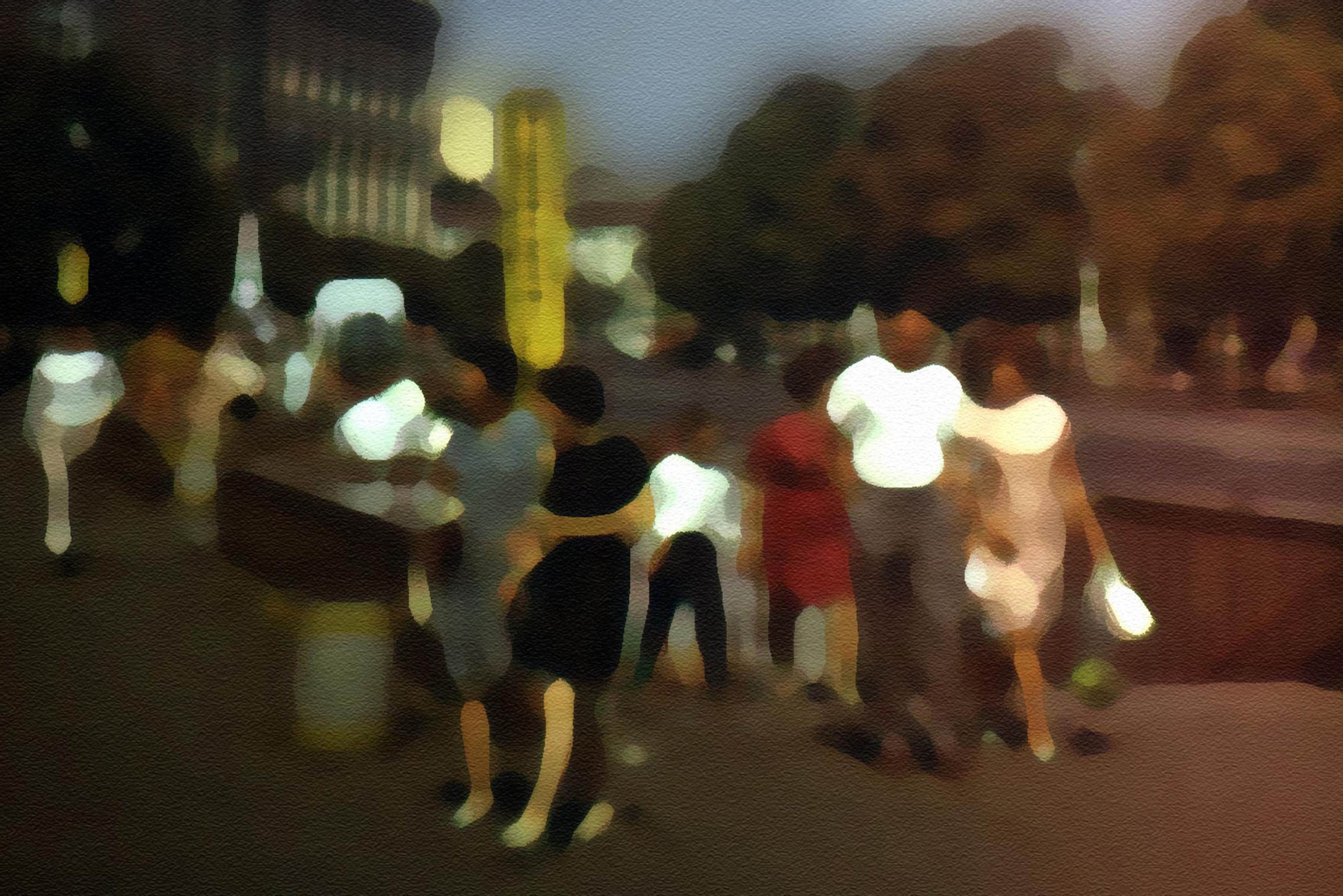
Метаграфія В.Харченка. Київ. 2005

Народився 20 березня 1959 року в Одесі в родині службовців. У віці п'яти років разом зі своєю родиною переїхав до Києва. Закінчив Київський інститут легкої промисловості в 1983 р. Працював до 1989 р. програмістом, потім директором приватної фірми. Живе й працює в  Києві.  

## Художня творчість

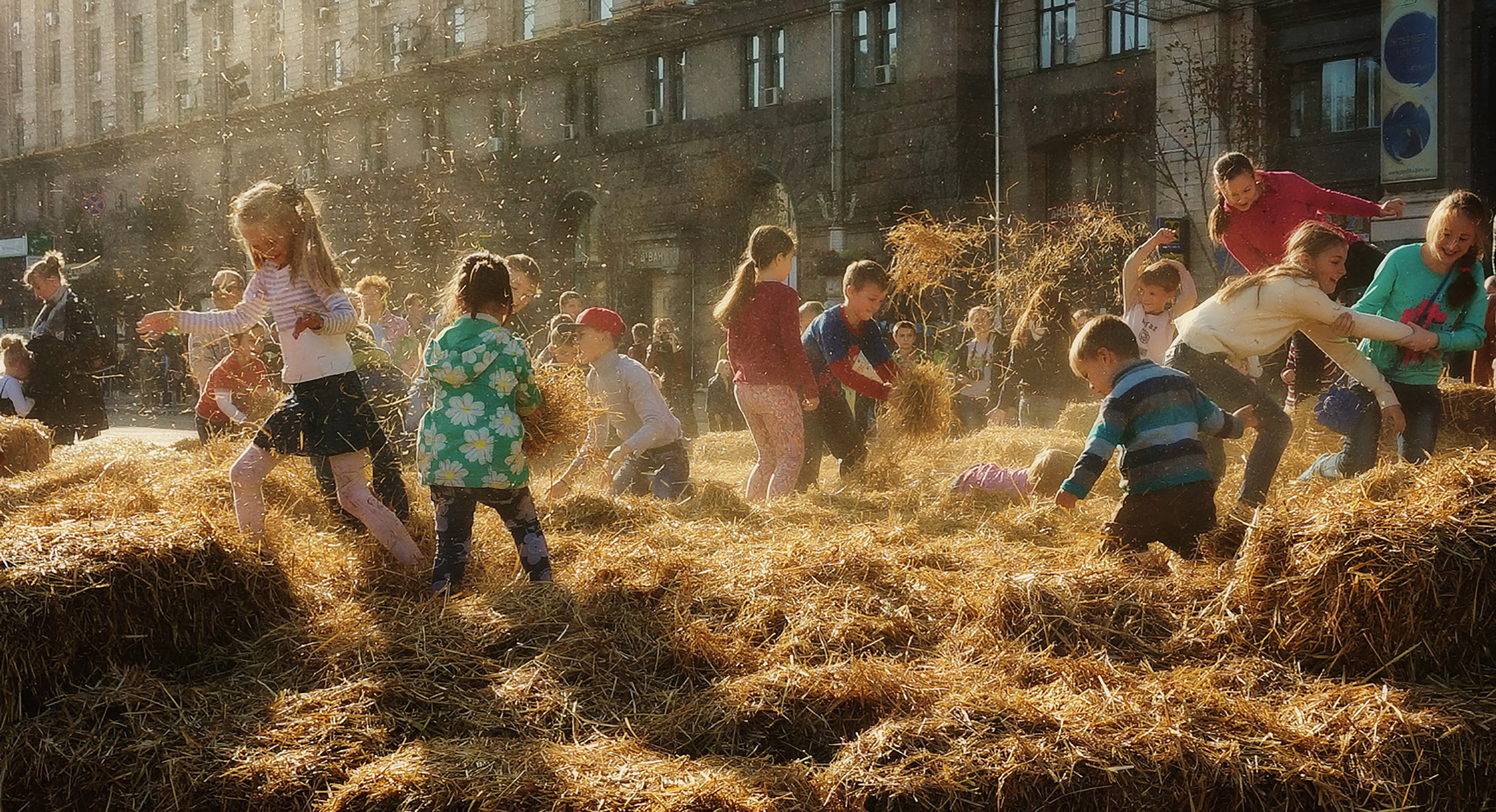
Фотографія В.Харченка.Свято на Хрещатику.2015

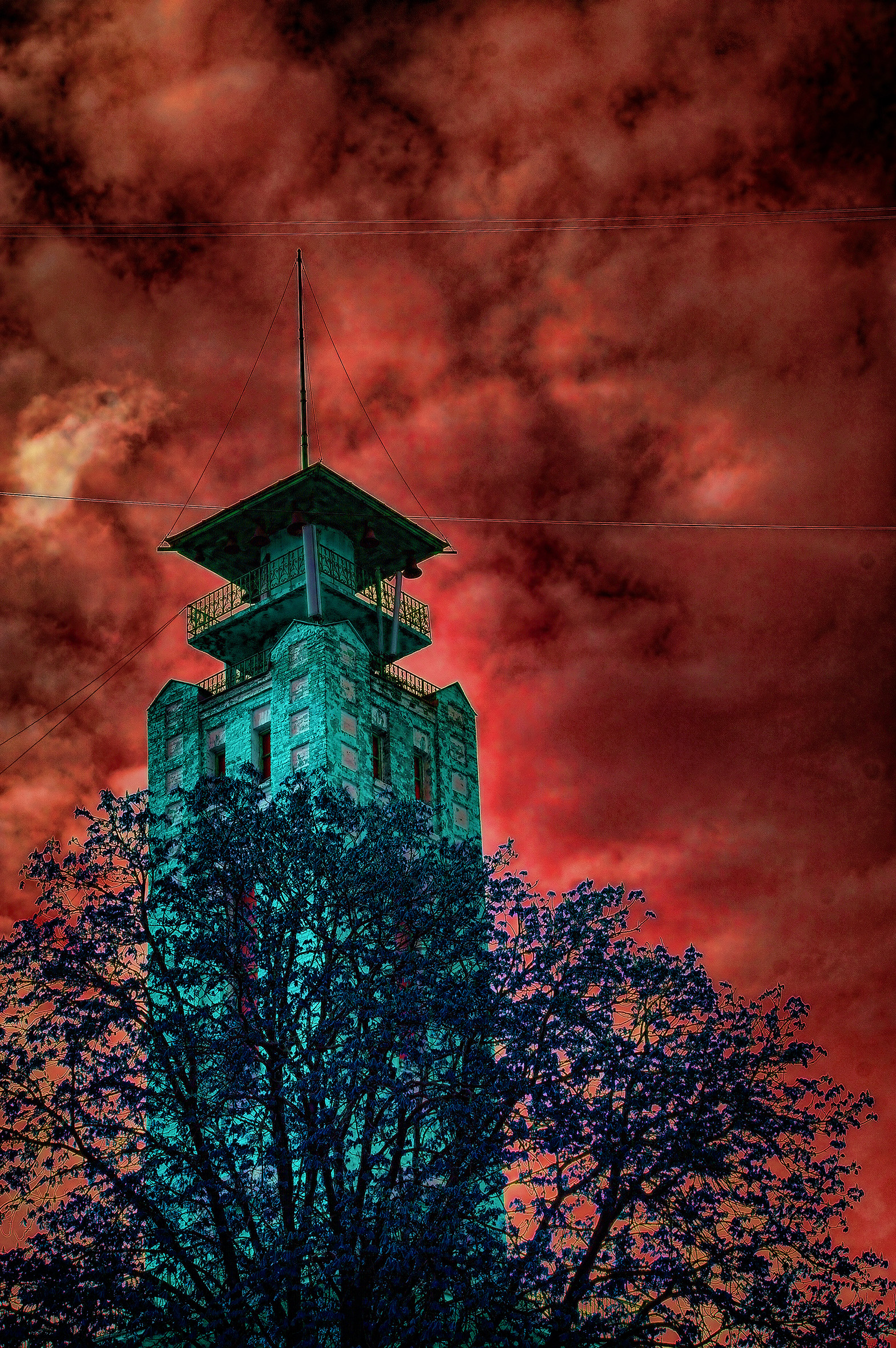
Метаграфія В.Харченка. Пожежна вежа. 2015

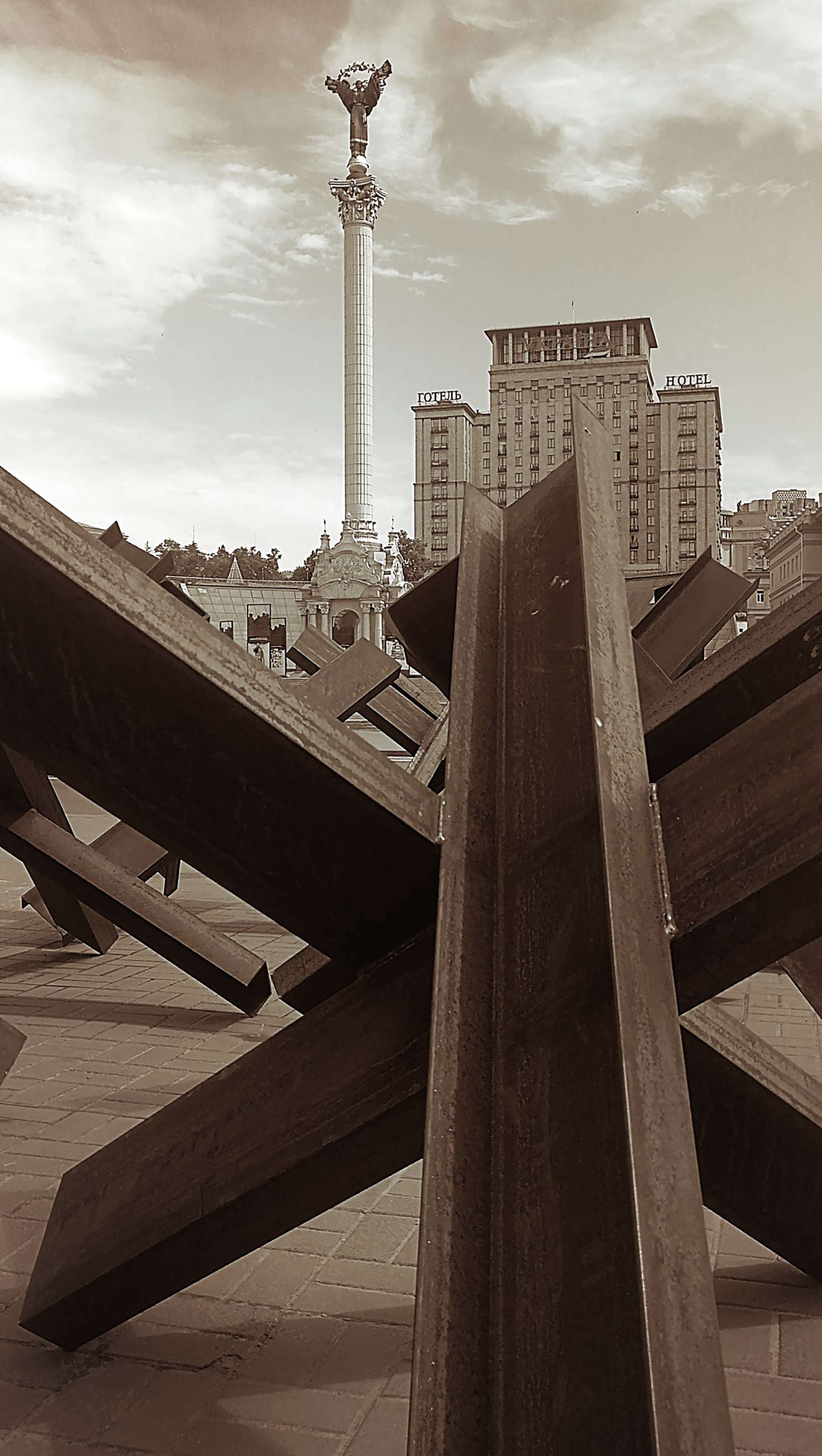
Фотографія В.Харченка. Захист Незалежності. 2022.

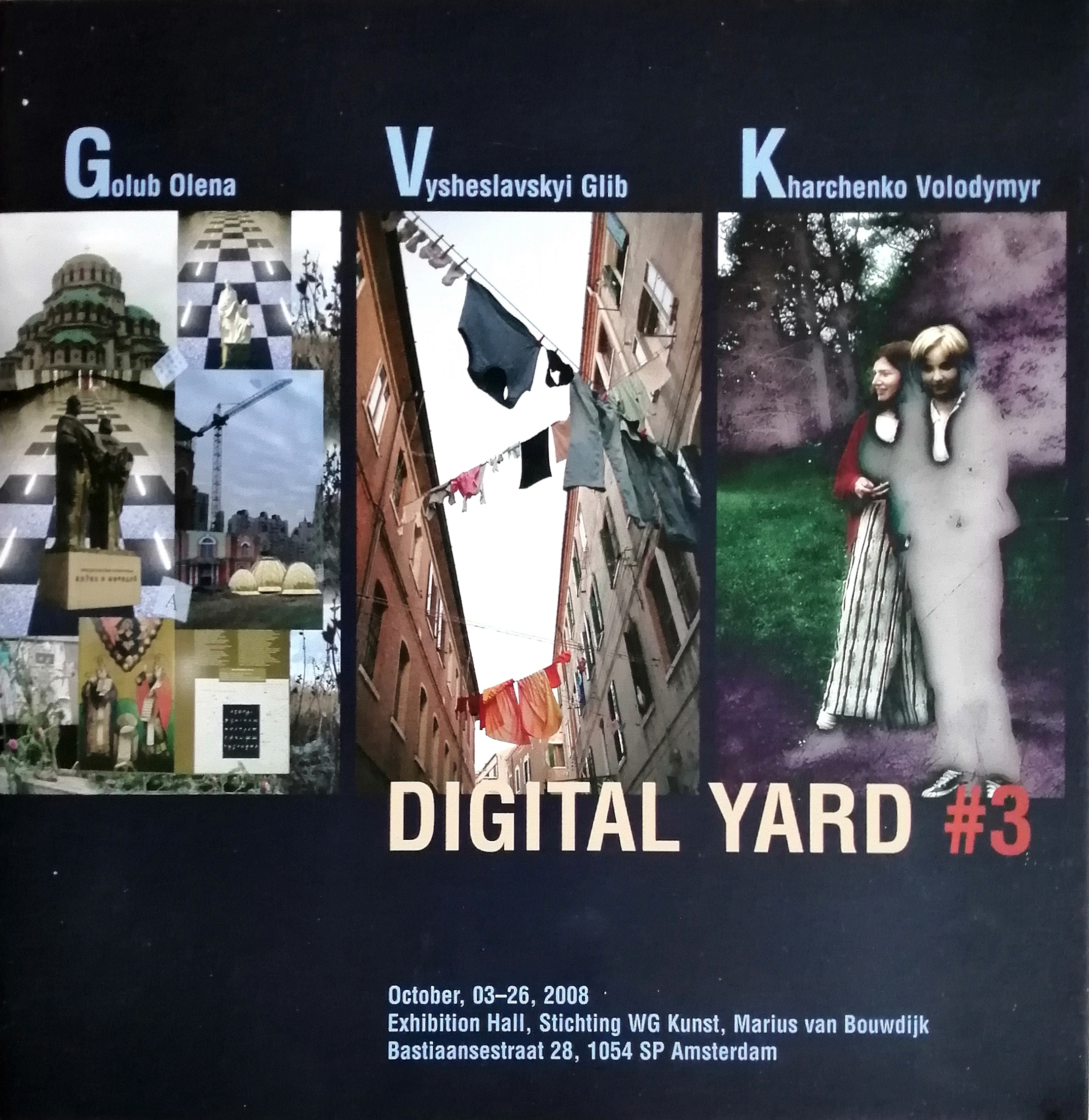
"Digital yard №3". Каталог 2008. Фонд сприяння розвитку мистецтв

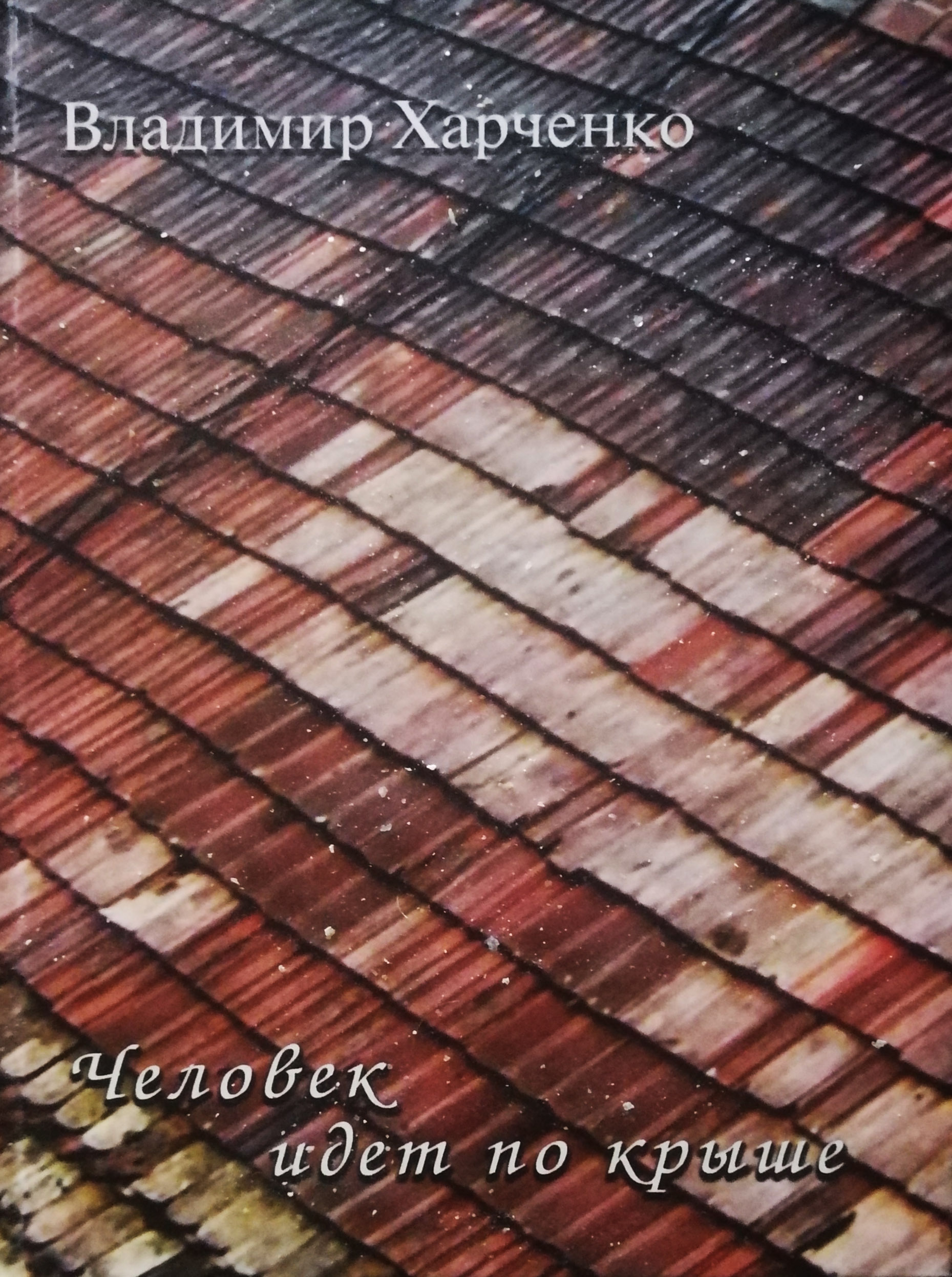
Обкладинка книги поезій В.Харченка. 2009

Володимир Харченко - мультимедійний митець, працює в напрямках Нет-арт, Медіа-арт,  Digital Art, Metagraphy, Саунд-арт. Перші твори  В. Харченко виконав на ком-п'ютері  у 1989, розпочавши серію «Метаграфії» та саунд-арту. Концерт «Homo soveticus» Харченка був викладений в мережі Фідонет, який згодом транслювався в інтернет-мережі і став частиною мультимедійних композицій.  Це були  одні з перших у світі мережеві концерти цифрової семплерної музики, створеної на комп'ютері за допомогою програмування, без використання музичних інструментів. Робота у мережі поклала початок та подальший  розвиток нет-арту і саунд-арту в Інтернеті. 
«Метаграфія» - нак називається авторська техніка, яку розробив В. Харченко, яка полягає у спеціальній обробці на комп'ютері  фотографічних зображень. Тобто «метаграфія» - це оригінальна графічна техніка, яка включає в себе риси фотографії  та  графіки, або ж є проміжною між ними. Цифрові метаграфії Володимира Харченко вихоплюють з урбаністичного середовища суттєві моменти так, ніби відбувається миттєвий контакт індивідуального й суспільного. Плин вуличного життя, де всі поспішають у безлічі справ і без справ, підкоряючись ритму, все-ж таки дає змогу прояву, хоч і миттєвому, одвічній поезії, яка, видозмінившись, живе в думках і творах художника нового тисячоліття. Чимало робіт Володимир виконав у традиційній техніці фотографії, спілкуючись і обговорюючи фахові питання  в колі митців з  Юрієм Косіним,   Миколою Недзельським та ін.

## Виставки
2008 — проект «Цифрове подвір'я № 3» в якому художник брав участь у складі групи «Г. В. Х.» — (куратори О. Голуб  і  Ю. Круліковський, проект виставлявся в Амстердамі). Назва групи «Г. В. Х.» складається з перших літер прізвищ художників, які кожний своїм шляхом прийшли до використання у своїх роботах цифрової техніки (тобто — Голуб , Вишеславський, Харченко).
2017 — Міжнародна виставка електрографіки «Матрікс»  Угорської Асоціації Електрографічного Мистецтва..
2017 — «Метаграфічні імпресії» виставка спільно з О. Голуб в галереї «Дім Миколи», Київ
2017 — «хАРТченко — некон'юнктурний променад», спільно з  Олегом Харчем  ,«Галерея Анатолія Ротаря», Київ, Україна
2022 —  «Ідентичність. Аспекти сучасної фотографії в Україні», Аполлонія, Страсбург, Франція.
2025 — Міжнародний арт-ярмарок TRYST, Торранс Арт Музей, округ  Лос-Анджелеса ,  США,  у проєкті «Wartime-Lifetime» групи Open O’pen$  ( О. Харч,   О.Голуб ,  А.Будник,   Г.Вишеславський, 
В.Харченко, Рене ван Кемпен ).
Володимир брав участь у понад 40 виставках в різних країнах світу: Німеччина, Нідерланди, Бельгія, Словаччина, Польща, Латвія, Угорщина та інших.
Останнім часом працює в напрямку FB-art (Фейсбук-арт) — одного з різновидів мережевого мистецтва, в якій медійні складові кожного проекту пов'язані з іншими роботами в координатах віртуального простору і часу за допомогою гіперактивних посилань.

## Літературна творчість
Володимир Харченко пише переважно російською мовою. Він є автором книги «Человек идет по крыше» . Його вірші входять в антологію поезії «Киев: Русская поэзия. XX век.». Пісні, вірші та проза публікувалися в журналах Росії, України, Білорусі, Німеччини. Пісні на його вірші і безпосередньо вірші неодноразово транслювалися по українському радіо.
У 2010 році вірші Володимира Харченка увійшли в шорт-лист літературної премії М. Ушакова.
Його літературним творам притаманні ліризм, філософічність, афористичний лаконізм фраз.
Твори друкувались у наступних виданнях:
- Соты. 1998, Том 1, проза, графика.
- Крещатик. 1998, № 2 , проза, стихи.
- ePhoto, июнь 2001, стр. 37-41. Портфолио Харченко — «Метаграфия. Портфолио».
- Цифровое фото, сентябрь 2005, стр. 92-109. Портфолио
- Доберман, сентябрь 2008, стр. 64-65. Проза «Искусство сна».
- Человек идет по крыше, 2009. Издательство Факт. Украина, Киев.

## Нагороди й відзнаки
- Знак ЛенВО «За мужність і героїзм» (1986)
- Медаль ім. Ю. А. Гагаріна Федерації космонавтики СРСР (1989)
- Диплом Міжнародного трієнале Evrografik 2003 (Польща) за роботу « Кармен».[9]